# Mormugao
Mormugao is een nagar panchayat (plaats) in het district Zuid-Goa van de Indiase staat Goa. 

## Demografie
Volgens de Indiase volkstelling van 2001 wonen er 97.085 mensen in Mormugao, waarvan 53% mannelijk en 47% vrouwelijk is. De plaats heeft een alfabetiseringsgraad van 75%. 